# Amphianthus (planta)
- Commons
- Wikispecies

Amphianthus Torr. é um género botânico pertencente à família Plantaginaceae. Tradicionalmente este gênero era classificado na família das Scrophulariaceae.

## Sinonímia
- Gratiola L.

## Espécie
Amphianthus pusillus